# خوربوو
خوربوو (به لهستانی:  Horbów) یک روستا در لهستان است که در گمینا زالشه واقع شده‌است.